# Dinogunelina

Estructura química de las dinogunelinas A-D. Estas toxinas de los huevos de peces son fosfolípidos inusuales que contienen adenosina y 2-aminosuccinamida. Modificado de Matsunaga et al, 2009.

Las Dinogunelinas son fosfolípidos tóxicos inusuales encontrados en las huevas de algunos peces, y es una de las toxinas de peces más estudiada.  Estos fosfolípidos pueden encontrarse formando complejos con proteínas no tóxicas como la toxina del pez cabezón o la liposticaerina.

## Ocurrencia
Las Dinogunelinas fueron detectadas en los huevos maduros de cuatro peces: el pez cabezón Scorpaenichthys marmoratus,  los blénidos Stichaeus grigorjewi  y Stichaeus nozawae, y Fundulus heteroclitus.
La presencia de dinogunelinas ha sido descartada en las huevas de la carpa Cyprinus carpio, Hemitripterus villosus, el blénido Lumpenus fowleri,  y la lamprea Lapetra japonica.

## Estructura
Las Dinogunelinas son fosfolípidos inusuales conteniendo un nucleótido en vez del típico glicerol en su estructura. Constan de un nucleótido de adenina, con una 2-aminosuccinimida unida al fósforo y un ácido graso unido al oxígeno del C2' o del C3' de la porción azúcar.  La cadena de ácido graso puede ser del ácido eicosapentaenoico (Dinogunelina-A y Dinogunelina-B) o el ácido estearidónico (Dinogunelina-C y Dinogunelina-D).  Como consecuencia, la Dinogunelina-A y la Dinogunelina-B tienen la misma fórmula molecular (C34H49N8O9P) y el mismo peso molecular (744.8 g/mol), y del mismo modo ocurre con la Dinogunelina-C y la Dinogunelina-D (C32H47N8O9P; 718.7 g/mol). 

## Farmacología
Cuando es administrada intraperitonealmente en ratones, las dinogunelinas tienen una dosis letal media (DL50) de 25 mg/kg.  Las Dinogunelinas son también tóxicas via oral en ratones y conejillos de indias, y se han registrado efectos deletéreos también en humanos.  Unas cuantas horas después de la ingestión, los humanos desarrollan al inicio un sudor repentino, fríos, dolor abdominal y calambres, con náusea y vómitos, seguidos de diarrea no sangrienta.
Análisis realizados con la toxina del pez cabezón  indican que la misma inicia sus efectos 12 horas después de su administración. Dichos efectos están caracterizados por la presencia de diarrea, cabello hirsuto, descarga nasal, y muerte.  Además, la toxina del pez cabezón es citotóxica para células fibroblásticas en cultivo.  Asimismo, la administración de la toxina causa un aumento en el número de glóbulos blancos, pero con una disminución de linfocitos que se asocia con la presencia de necrosis en el bazo. 